# Fatma Mittler-Solak

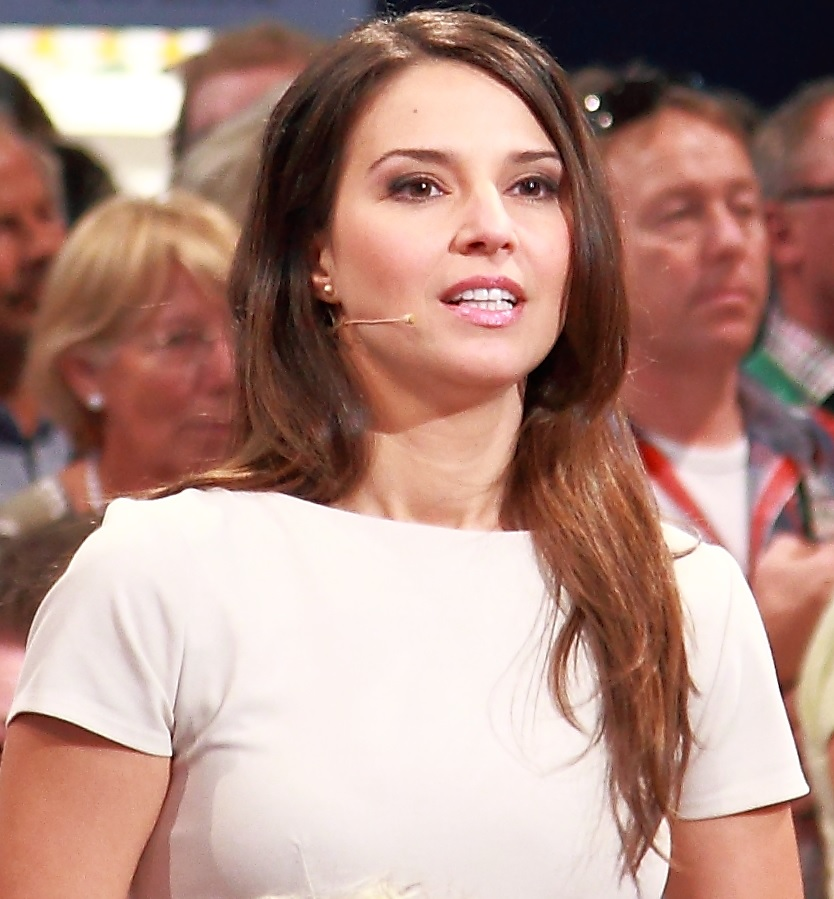
Fatma Mittler-Solak (2012)

Fatma Mittler-Solak (* 13. April 1977 in Frankenthal) ist eine deutsche Fernsehmoderatorin türkischer Abstammung.

## Radio und Fernsehen
Nach dem Abitur an der Elisabeth-Selbert-Schule in Karlsruhe studierte Mittler-Solak von 1998 bis 2004 Erziehungswissenschaft und Politikwissenschaft an der Ruprecht-Karls-Universität Heidelberg. Sie schrieb ihre Magisterarbeit über das Thema „Lernen durch die Massenmedien für die Integration von Migranten“. Schon während ihres Studiums arbeitete sie als Reporterin beim Südwestfunk in Baden-Baden und im Landesstudio. Nach einer ersten Moderatorentätigkeit beim privaten Hörfunksender sunshine live begann sie während des Studiums als freie Mitarbeiterin beim Südwestrundfunk (SWR) zu arbeiten. Dort moderierte sie von 1999 bis 2003 für das Jugendradioprogramm Dasding und ab 2002 auch für die Fernsehsendung DasDing.tv. Im März 2003 wechselte sie als Reporterin zu SWR3. Von 2004 bis 2006 absolvierte sie ein Volontariat beim SWR. Nach einer Station als Redakteurin bei SWR4 Rheinland-Pfalz in der Abteilung „Aktuelle Information und Landespolitik“ moderierte sie von August 2006 bis September 2010 im SWR Fernsehen im wöchentlichen Wechsel mit Heike Greis, Jürgen Hörig und Martin Seidler die werktägliche Servicesendung Kaffee oder Tee.
Seit März 2007 ist Mittler-Solak Sprecherin der regionalen Nachrichtensendung SWR Aktuell Rheinland-Pfalz. Seit Juli 2010 moderiert sie, im wöchentlichen Wechsel mit mehreren anderen Moderatoren die werktägliche Servicesendung ARD-Buffet. Seit Januar 2018 moderiert Mittler-Solak das Fahndungs- und Präventionsmagazin Kriminalreport Südwest im SWR Fernsehen. Seit Januar 2023 gehört sie erneut zum Moderations-Team von Kaffee oder Tee. Die Landesschau Baden-Württemberg moderiert sie seit Januar 2024.

## Sonstiges
Bei der Wahl zu den „100 Sexiest Women in the World 2009“ des Magazins FHM belegte sie Platz 40. Sie ist verheiratet und Mutter von drei Kindern. Enise Lauterbach ist ihre Schwester.
Seit September 2022 schreibt sie eine Elternkolumne für das Nachrichtenmagazin Der Spiegel.